# Petrov (powiat Hodonín)
Petrov – gmina w Czechach, w powiecie Hodonín, w kraju południowomorawskim. Według danych z dnia 1 stycznia 2014 liczyła 1 336 mieszkańców.